# Hilma Caldeira
Hilma Aparecida Caldeira, född 5 januari 1972 i Diamantina, är en brasiliansk före detta volleybollspelare.
Caldeira blev olympisk bronsmedaljör i volleyboll vid sommarspelen 1996 i Atlanta.

## Klubbar
| Klubb                    | Land      | Från | Till |
| ------------------------ | --------- | ---- | ---- |
| Minas Tênis Clube        | Brasilien | 1987 | 1995 |
| BCN/Osasco               | Brasilien | 1995 | 1997 |
| MRV-Suggar/Minas         | Brasilien | 1997 | 1998 |
| Foppaapedretti Bergamo   | Italien   | 1998 | 1999 |
| Vakıfbank SK             | Turkiet   | 1999 | 2000 |
| Johnson Matthey Spezzano | Italien   | 2000 | 2001 |
| Vakifbank Gunes Sigorta  | Turkiet   | 2001 | 2002 |